# Estadio Helong
El Estadio Helong (en chino tradicional, 賀龍體育場; en chino simplificado, 贺龙体育场; pinyin, Hèlóng Tǐyùchǎng) es un estadio multiusos situado en Changsha, provincia de Hunan, China. Se llamó así en honor al líder militar comunista He Long, que nació en esta provincia.
El estadio se usa principalmente para partidos de fútbol. Tiene capacidad para 55 000 personas, todas ellas sentadas, y fue construido en 1987. También tiene un techo que cubre a todo el público. El Estadio Helong es el campo local del equipo de fútbol local Hunan Billows F.C. de la China League One.